# Narcissus serotinus
Narcissus serotinus é uma espécie de planta com flor pertencente à família Amaryllidaceae. 
A autoridade científica da espécie é L., tendo sido publicada em Sp. Pl. 1: 290. 1753.
O seu nome comum é narciso-do-tarde. Hibrida frequentemente com Narcissus cavanillesii dando origem ao hibrido natural, N. xalentejanus

## Portugal
Trata-se de uma espécie presente no território português, nomeadamente em Portugal Continental. Existem varias populações no Alentejo e alguns núcleos no Algarve.
Em termos de naturalidade é nativa da região atrás referida.

## Protecção
Não se encontra protegida por legislação portuguesa ou da Comunidade Europeia.